# Cal Bessó (els Guiamets)
Cal Bessó és una casa dels Guiamets (Priorat) inclosa a l'Inventari del Patrimoni Arquitectònic de Catalunya.

## Descripció
Edifici de planta aproximadament rectangular, bastit de maçoneria arrebossada, imitant carreus pintats a la façana, de planta baixa, pis i golfes. La coberta té un terrat i una teulada. A la façana s'obren dues portes i una finestra, quatre balcons amb la barana a nivell de la façana al pis i vuit finestres d'arc de mig punt desigualment repartides a les golfes. La façana és rematada per una barana amb gerros de ceràmica i un escut de Catalunya al centre.

## Història
Edifici reformat l'any 1911 quan se li afegí una nova façana al gust de l'època, conservant però, elements de l'antiga casa, com el ràfec de la teulada. Amb posterioritat s'amplià la porta esquerra que obre el pas al garatge.